# Pomnik na Wzgórzu Kaim
Pomnik na Wzgórzu Kaim – zabytkowy pomnik znajdujący się w Krakowie, w dzielnicy XII Bieżanów-Prokocim w południowej części dawnej wsi Bieżanów, na zachodnim stoku Wzgórza Kaim, na granicy Krakowa z Wieliczką. Miał upamiętniać odparcie wojsk rosyjskich spod Krakowa w początkach grudnia 1914 roku.
Pomnik wskazuje najdalsze miejsce, do którego dotarli Rosjanie na południowo-wschodnim przedpolu Twierdzy Kraków.
Odsłonięto go w pierwszą rocznicę wydarzeń – 6 grudnia 1915. Jego autorem był czeski rzeźbiarz akademicki Karl Korschann, który od czerwca 1915 do jesieni 1918 r. kierował pracami Oddziału do spraw Grobów Wojennych Twierdzy Kraków (działał jako Okręg XI Oddziału Grobów Wojennych Dowództwa Korpusu I w Krakowie, obejmującego zachodnią Galicję).
Pomnik powstał z przyczyn propagandowych, mających podnieść na duchu obywateli Monarchii Austro-Węgierskiej w czasie trwania Pierwszej Wojny Światowej. Na wzgórzu Kaim nie odnotowano poważniejszych walk ponad starcia patroli, gdyż rosyjska 3. Armia, która podeszła pod Kraków pod koniec listopada 1914 roku miała za zadanie blokowanie Twierdzy Kraków, bez narażania się na ogień z fortów, co było pokłosiem doświadczeń zdobytych przez armię rosyjską w czasie I oblężenia Przemyśla. Rosyjskie dywizje wycofały się z rejonu Wieliczki nocą z 6 na 7 grudnia na skutek niepowodzeń poniesionych m.in. w okolicach Góry Św. Jana, Krasnych-Lasocic i Żegociny, w początkowej fazie operacji limanowsko-łapanowskiej. Odwrót wojsk rosyjskich nie miał związku z ostrzałem artyleryjskim wykonywanym przez załogę Twierdzy Kraków 5-6 grudnia, a same wydarzenia w rejonie Wieliczki z początków grudnia 1914 roku należy traktować jako peryferyjny obszar operacji limanowsko-łapanowskiej. O braku znaczniejszych walk na wzgórzu Kaim i w okolicy świadczy bardzo niewielka ilość grobów żołnierskich jaka pozostała po przejściu frontu. 
Pomnik ma formę obelisku. Na jego wschodniej ścianie znajduje się królewska korona węgierska w wieńcu laurowym, na ścianie południowej herb Habsburgów, a pod nim tablica z niemieckojęzycznym napisem:

HIER WURDEN AM

6 DEZEMBER 1914

DIE SOLDATEN DER

RUSS. ARMEE ENDGÜLTIG

ZURÜCK GESCHOSSEN

Na ścianie zachodniej znajduje się austriacka korona cesarska w wieńcu laurowym, a na ścianie północnej tablica z napisem w języku polskim:

TU ODPARTO DNIA

6 GRUDNIA 1914

NAJDALEJ NAPRZÓD

ODDZIAŁY ROSYJSKIEJ

ARMII

Pomnik widziany z różnych stron
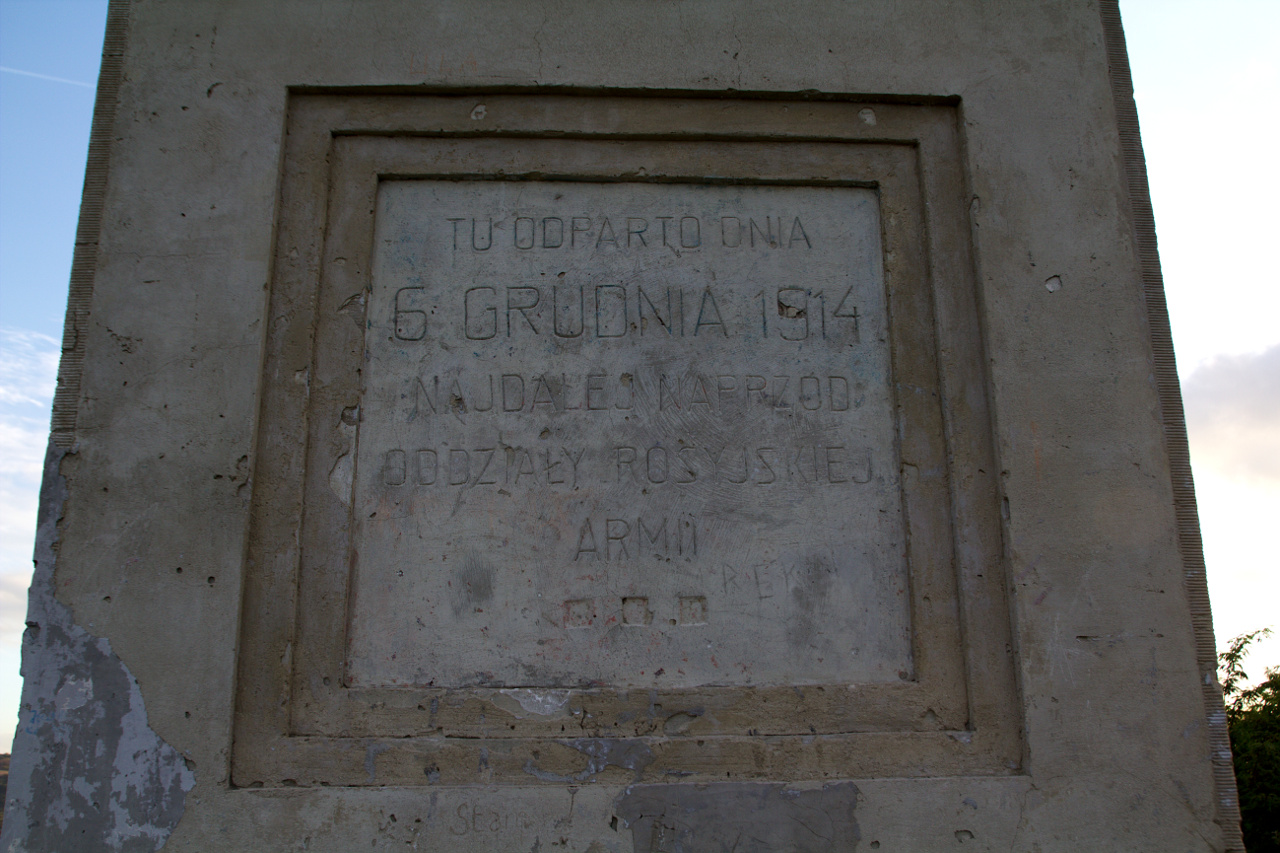
Ściana północna (napis w języku polskim)
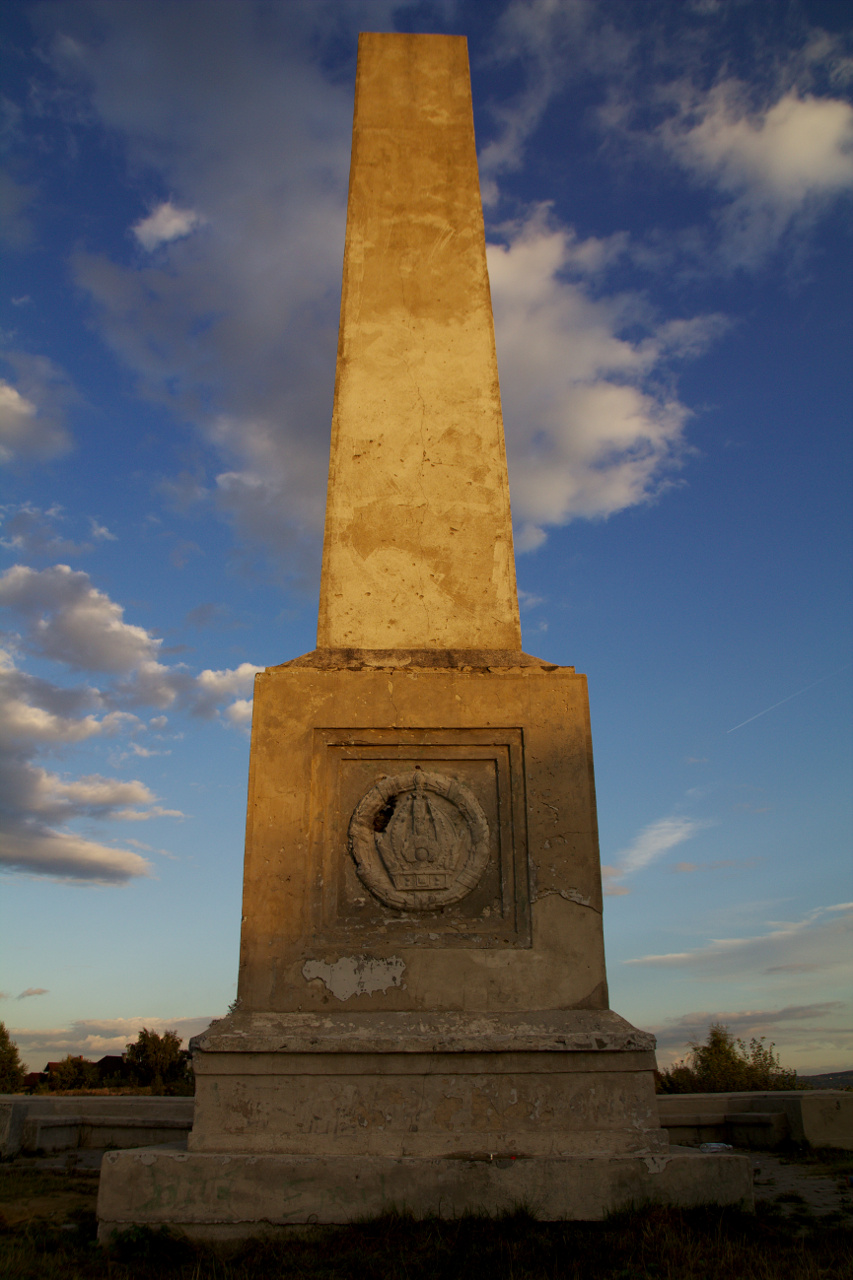
Ściana zachodnia (austriacka korona cesarska w wieńcu laurowym)
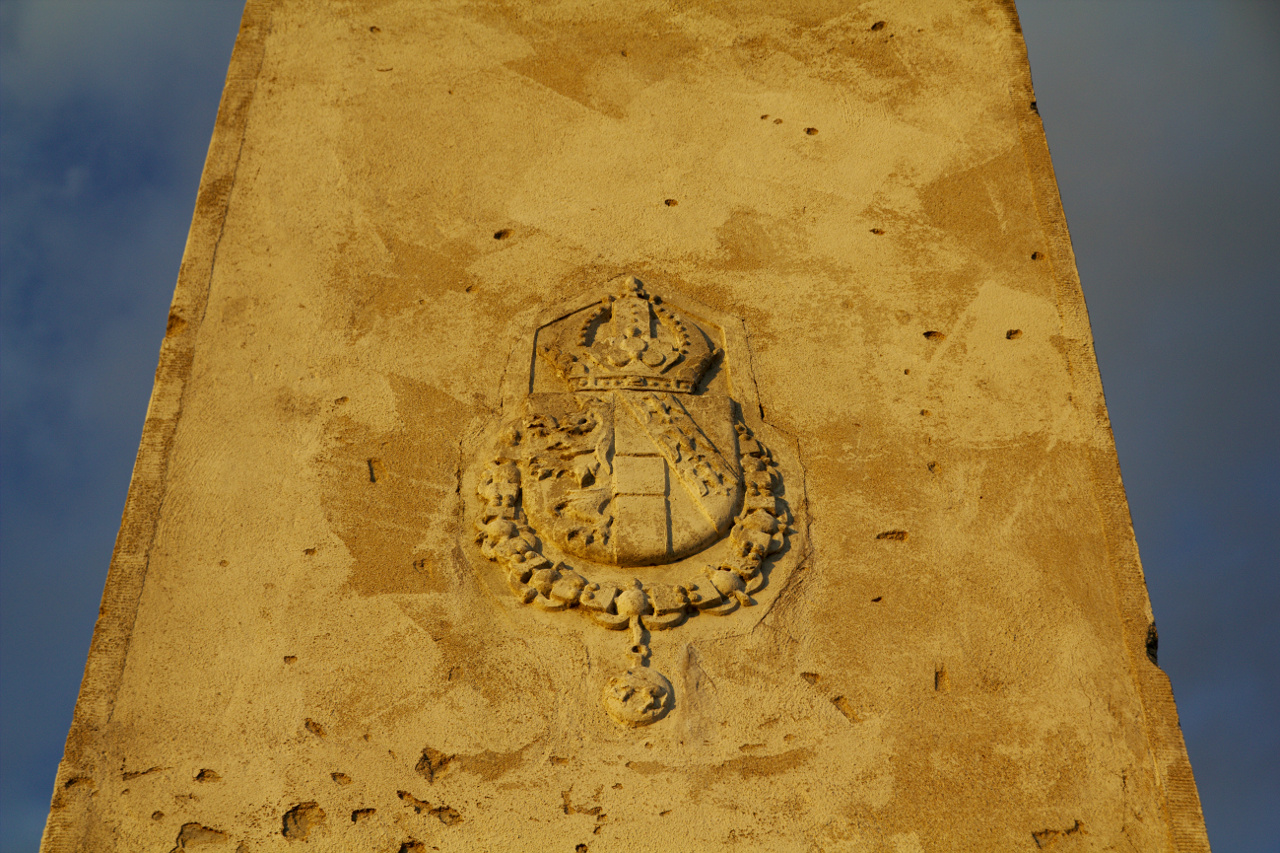
Ściana południowa (herb Habsburgów)
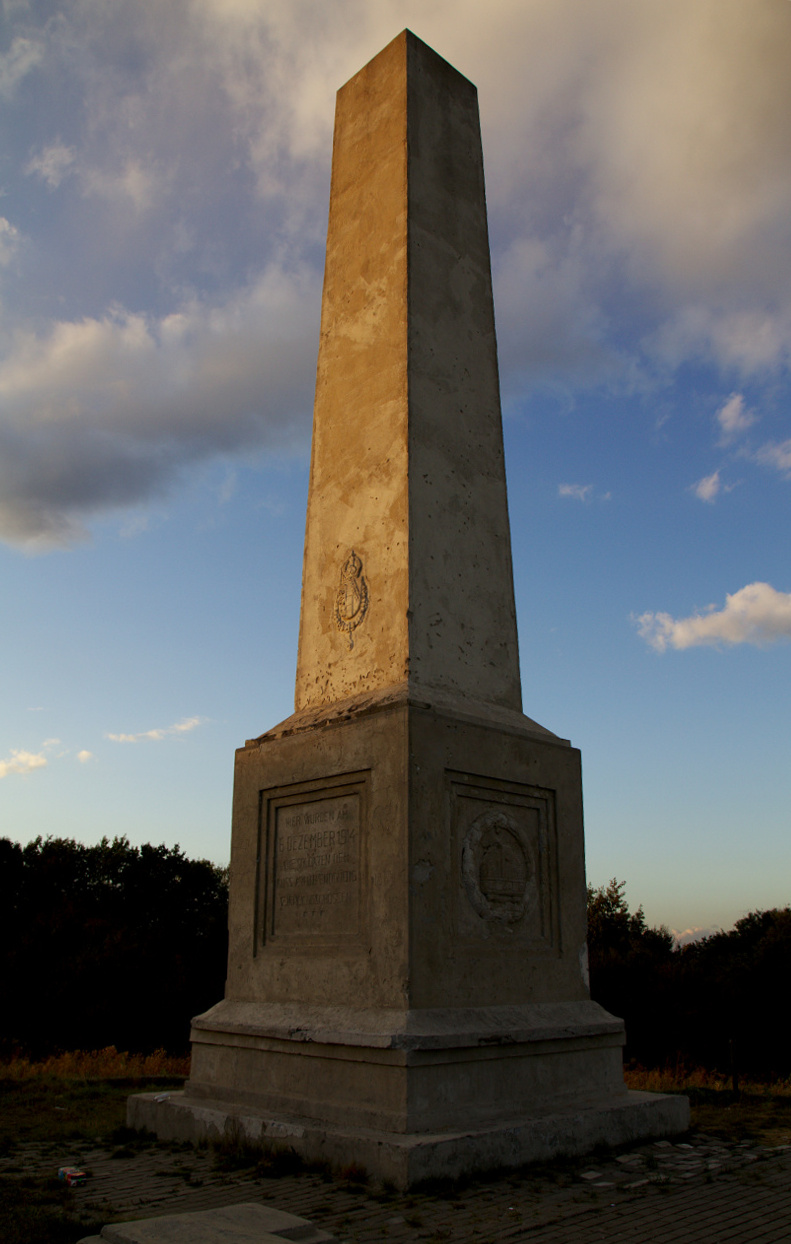
Widok z południowego wschodu